# Ipswich (Massachusetts)
Ipswich è un comune degli Stati Uniti d'America facente parte della contea di Essex nello stato del Massachusetts.

## Storia

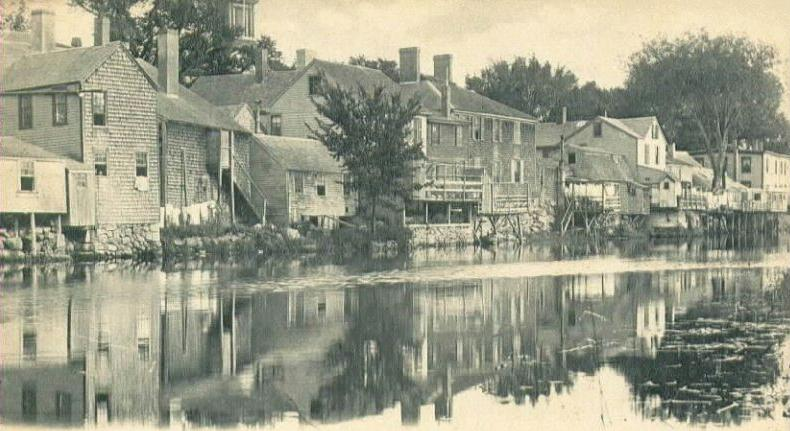
Il lungofiume di Ipswich in una veduta d'epoca.

Ipswich fu fondata da John Winthrop il Giovane nel 1633, dopo che alcuni anni prima aveva perlustrato la zona in lungo e in largo. Assieme a 12 uomini sbarcò nel porto e si insediò stabilmente. Nel 1634 la città, che precedentemente veniva chiamata Agawam, venne rinominata Ipswich, poiché dalla città inglese proveniva buona parte dei coloni che si erano insediati in città. Molti suoi cittadini divennero così contadini, pescatori o maestri d'ascia nei cantieri navali, inoltre grazie alla vicinanza con l'Ipswich River fu possibile costruire dei mulini e sfruttare i pascoli per il bestiame. Era presente in Ipswich una piccola produzione di merletti. Nel 1689 alcuni cittadini che protestavano contro una nuova tassa vennero imprigionati per ordine del governatore del Massachusetts Sir Edmund Andros. Quando quest'ultimo venne richiamato in Inghilterra dai nuovi sovrani Guglielmo e Anna, i cittadini vennero liberati e fu introdotto un nuovo tipo di tassazione. In seguito a quest'evento venne rinominata Luogo di nascita dell'Indipendenza Americana. Nel XIX secolo il porto di Ipswich perse la sua importanza in favore di Boston, Quincy, Newburyport e Salem impedendo lo sviluppo cittadino. Ipswich divenne una piccola cittadina di contadini e pescatori. Nel 1822 venne contrabbandata dall'Inghilterra una macchina per la produzione industriale delle calze, violando così la legge britannica che vietava di esportare materiale tecnologico.